# SYSTEM BOARD Y2
SYSTEM BOARD Y2（システムボード ワイツー）は、エスアイエレクトロニクスが2009年に発表したアーケードゲーム基板である。
最近のアミューズメント業界全体における不況の中、ソフトメーカー、店舗双方のコスト低減を実現するために開発された。基板自体の低価格化と長期にわたる安定した部品供給を実現するため、現在主流となっているPCベースの構成は採用せず、CPU、2D・3Dグラフィックエンジン、I/Oコントローラなどを一体化した自社製グラフィックプロセッサ・YATA-2を搭載し、必要十分なスペックにとどめている。店舗側も扱いやすい仕様を目指し、冷却ファンや光学ドライブなどの駆動メカを廃した（ソフトは専用のROM基板によって供給される）設計によって小型化と耐久性の向上を図ったほか、JAMMA規格・JVS規格の筐体双方に対応する汎用性の高さも備える。また、対応ソフトの開発に関しても、ソフトメーカーへのソフト開発環境の整備によりソフト開発費の抑制に配慮している。
2010年には3Dの立体映像に対応し、入力遅延を解消した後継機種であるSYSTEM BOARD Y3がAMショーで発表されたが、対応作品は一作品も発表されないまま発売中止になっている。

## スペック
- CPU : 32bit RISC 266MHz
- グラフィック
  - 2D ピクセル描画 : 7000万～1億 ピクセル/秒
  - 3D ポリゴン描画 : 60万～100万 ポリゴン/秒
  - 3D ピクセル描画 : 4000万～6000万 ピクセル/秒
  - 動画 : SVGA 1画面 30fps
- サウンド : 再生32ch 最大フレーズ4096
- メディア : 専用ROM基板
  - プログラムデータ : 1G～1.75Gバイト
  - サウンドデータ : 128M～256Mバイト
- I/O
  - ビデオ出力 : D-Sub15pin
  - サウンド出力 : RCA 2ch
  - JAMMAコネクタ
  - JVS I/Oコネクタ
  - シリアルポート 1ch
  - パラレルポート 16ch

## 利用
SNKプレイモア: 従来より低価格が売りであったMVS基板が性能面で陳腐化し、コピー対策も不十分になったため、その代替として国内のMVS筐体の置き換えや、発展途上国への輸出を行っている。
サクセス:サクセスも同じ時期に韓国スコーネック社と共同開発したマザーボードである「SKO-PROシステム」をリリースしたものの、僅か二作品を発表したのみで終了。その代替として安価でコストパフォーマンスの高いY2基板で上海シリーズの新作を発表している。

## 採用タイトル
発売されたタイトル
- THE KING OF FIGHTERS 2002 UNLIMITED MATCH（SNKプレイモア） - 2009年7月9日　218,400円
- ひぐらしの哭く頃に 雀（AQインタラクティブ） - 2009年7月16日　207,900円
- エヌアイン完全世界（SUBTLE STYLE / るつぼゲームワークス） - 2010年6月25日　197,400円
- 上海 臥龍天昇（サクセス）- 2011年2月　186,900円